# Albertino Mussato
Albertino Mussato, italijanski pesnik, zgodovinar in politik, * 1261, Padova, † 31. maj 1329, Chioggia. 
Rodil se je v Padovi. Pripisujejo mu, da je znova obudil literarno latinščino. Napisal je tragedijo v latinskih verzih - Ecerinis - ki velja za prvo renesančno tragedijo. To delo mu je leta 1315 prineslo naslov poeta laureatus - postal je prvi pesnik, ki je bil počaščen na ta način. Ohranjena je tudi znamenita polemična korespondenca z dominikanskim menihom, Giovanninom iz Mantove, kjer je Mussato zagovarjal poezijo.
Skupaj z Gerijem iz Arezza (1270-1339), Benvenutom Campesanijem (1255-1323), Pietrom iz Abana (1257-1315), Rolandom da Piazzolo (xxxx-1324), Geremijo da Montagnonejem (1255-1321) in Lovatom Lovatijem (1241-1309) pripada h gibanju, ki mu pravijo padovska predhumanistična šola. To gibanje je pripravilo osnove za Petrarkovo delo.